# ورزشگاه شهید سلیمانی سیرجان
ورزشگاه شهید سلیمانی یک ورزشگاه فوتبال در شهر سیرجان، ایران است.
این ورزشگاه که ۸۰۰۰ نفر ظرفیت دارد همزمان با بازی تیم‌های گل‌گهر سیرجان و پرسپولیس تهران در ۳۰ بهمن ۱۳۹۹ افتتاح شده‌است.
مجموعه ورزشی گل گهرسیرجان شامل ورزشگاه و سایر امکانات ورزشی است که در شهر سیرجان واقع شده‌است. از امکانات دیگر آن استخر سرپوشیده، سالن چندمنظوره سرپوشیده، کورت اسکواش، سالن کشتی و سالن ژیمناستیک اشاره کرد.این استادیوم صاحب یکی از بهترین چمن های طبیعی موجود در ایران است.

## بازسازی و افزایش ظرفیت
استادیوم فوتبال اختصاصی گل گهر سیرجان در سال ۹۹ و پس از صعود تیم گل گهر سیرجان به لیگ برتر فوتبال ایران مورد بازسازی قرارگرفت. یکی از ویژگی های دیگر این استادیوم نصب بزرگترین اسکوربورد در بین استادیوم های کشور است.